# Château de Krásný Dvůr
Krásný Dvůr (littéralement : « Beau Château », en allemand : Schönhof), est un château baroque situé au nord de la Bohême, en République tchèque. Il possède un parc de 96 ha, de style anglais et un jardin inspiré par celui de Versailles.

## Histoire

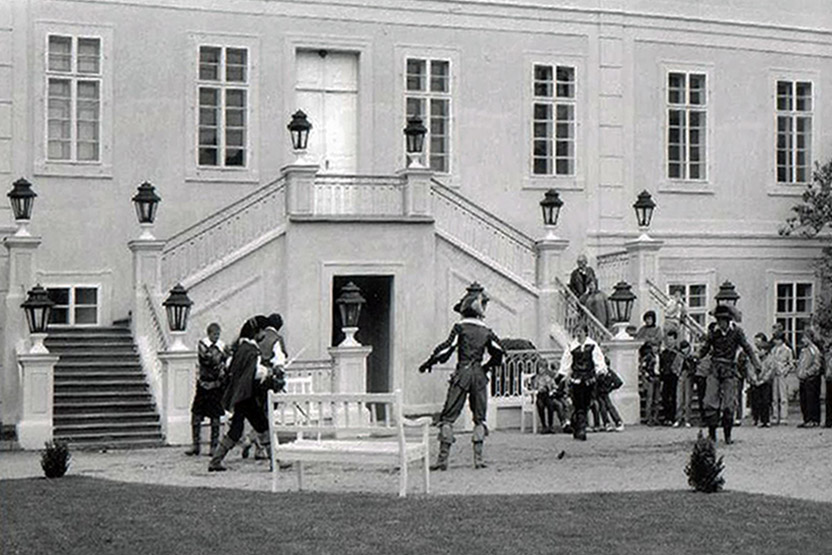
Combat d'escrime

Les premières mentions de Schönhof/Krásný Dvůr datent du XIVe siècle. Plusieurs familles aristocratiques s'y sont succédé jusqu'à son rachat au XVIIe siècle par le comte François-Joseph Czernin von und zu Chudenitz qui décide alors de commencer la construction d'une villa baroque sur le site d'un bastion gothique édifié à la fin du XVIe siècle par Jan Maštovský de Kolovrat.
Ce projet fut réalisé par un architecte célèbre originaire du royaume de Bohême, François-Maximilien Kanka, entre 1720 et 1724. Le château a depuis connu plusieurs ajouts : en 1783, une chapelle lui est adjointe et, en 1791-1792, deux escaliers à double volée sont ajoutés, l'un dans la cour d'honneur et l'autre au nord, donnant sur le parc.

## Expositions
Aujourd'hui, le château de Krásný Dvůr présente des expositions dans ses dix-huit salles et couloirs. De nombreux tableaux de peintres de Bohême, tchèques ou allemands, ainsi que de peintres européens sont exposés (dont des œuvres de Peter Johannes Brandl, Karel Škréta, Ludwig Kohl, Josef Bergler, Philipp Kristian Benthum, Kristian Brand, ou encore de Madame Vigée-Le Brun) ainsi que de nombreuses pièces d'ameublement (porcelaines, meubles, horloges…).

## Parc

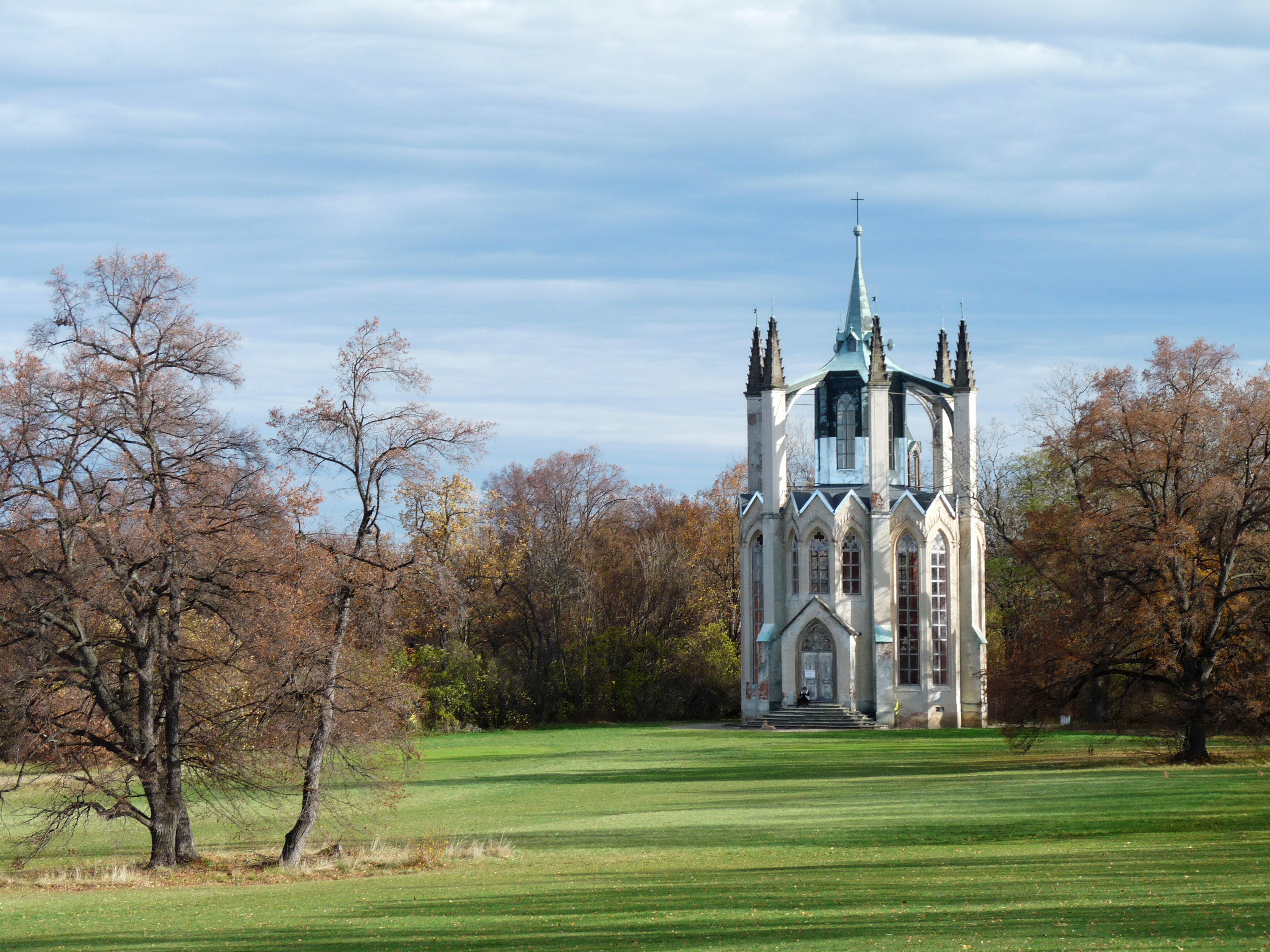
Le parc de Schönhof/Krásný Dvůr

Le parc de Schönhof/Krásný Dvůr, qui couvre 96 ha, fut dessiné et planté entre 1783 et 1793 par le comte Johann Rudolf Czernin von und zu Chudenitz. Il a été influencé par son intérêt envers la botanique et par ses voyages en Europe occidentale, où à l'époque la mode est aux jardins à l'anglaise. Ainsi, le jardin est ponctué de nombreux édicules romantiques et l'on peut trouver plus de cent essences d'arbres, comme des chênes antiques, des platanes, des hêtres, des tilleuls, des marronniers d'Inde, des érables et des aulnes. Le plus célèbre de ces arbres est le « chêne de Goethe » (réduit aujourd'hui à l'état de tronc), dont l'âge est estimé à mille ans, ce qui le classe comme l'un des arbres les plus vieux de la République tchèque. Dans le parc se trouvent aussi un temple au dieu Pan, un obélisque, le « pavillon de Goethe », une plaque sur laquelle sont gravés les noms des personnages importants ayant visité le parc, un ermitage et une grotte contenant entre autres un sarcophage.
Le jardin à la française est situé à l'est du château. Son parterre est constitué d'un bassin entouré de pelouses, planté d'ifs et orné de topiaires.